# Henry Lynch-Staunton
Henry George Lynch-Staunton (* 5. November 1873 in Isle of Wight; † 15. November 1941 in Berwick-upon-Tweed) war ein britischer Sportschütze.

## Erfolge
Henry Lynch-Staunton nahm an den Olympischen Spielen 1908 in London in zwei Disziplinen mit der Freien Pistole teil. In der Einzelkonkurrenz belegte er mit 443 Punkten den 13. Platz, während er den Mannschaftswettbewerb an der Seite von Jesse Wallingford, Geoffrey Coles und William Ellicott hinter der US-amerikanischen und der belgischen Mannschaft auf dem dritten Platz abschloss und damit die Bronzemedaille gewann. Lynch-Staunton war mit 446 Punkten der drittbeste Schütze der Mannschaft.